# Criterium van de meervoudige onafhankelijke getuigenis
Het criterium van de meervoudige onafhankelijke getuigenis (Engels: criterion of multiple attestation, criterion of independent attestation of cross-section method,) is een principe dat Bijbelwetenschappers gebruiken om te helpen bepalen of bepaalde uitspraken of handelingen van Jezus in het Nieuwe Testament te herleiden zijn naar de historische Jezus. Kort gezegd, hoe meer onafhankelijke getuigenissen er zijn van een uitspraak of gebeurtenis (samen ook wel 'tradities' of 'overleveringen' genoemd), hoe beter. Dit criterium werd voor het eerst ontwikkeld door Francis Crawford Burkitt in 1906, aan het einde van de eerste zoektocht naar de historische Jezus.

## Beschrijving

Schematische weergave van de vierbronnenhypothese. Om zowel meervoudig als onafhankelijk te zijn is het onvoldoende dat een traditie in twee of drie van de synoptische evangeliën kan worden gevonden. Er moet van haar worden getuigd in een combinatie van ten minste twee van de volgenden: Marcus, Bron Q, het Matteüs-Sondergut of het Lucas-Sondergut. Anders is er een niet-synoptische bron nodig om een traditie uit de synoptische evangeliën te bevestigen.

De evangeliën zijn niet altijd onafhankelijk van elkaar. Matteüs en Lucas zijn bijvoorbeeld waarschijnlijk afhankelijk van Marcus; daarom worden deze drie de 'synoptische evangeliën' genoemd. Het criterium van de meervoudige onafhankelijke getuigenis richt zich op de woorden en daden van Jezus waarvan wordt getuigd in meer dan één onafhankelijke literaire bron zoals Marcus, Paulus, Bron Q, het Matteüs-Sondergut (M), het Lucas-Sondergut (L), Johannes, Josephus of Thomas.:15 De kracht van dit criterium wordt groter als een gegeven patroon of thema ook in verschillende literaire vormen gevonden kan worden, zoals parabels, verhalen over twistgesprekken, wonderverhalen, profetieën en/of aforismen.:15
Mogelijk betrouwbare bronnen die wetenschappers als onafhankelijk van elkaar hebben beschouwd voor de doeleinden van dit criterium zijn onder andere::9:12
- De 7 onbetwiste brieven van Paulus
- Bron Q
- Evangelie volgens Marcus
- Matteüs-Sondergut (M)
- Lucas-Sondergut (L)
- Evangelie volgens Johannes
- Josephus
- Koptische Evangelie volgens Thomas[6] (door sommigen betwist[10]:175)
- Evangelie volgens Petrus (misschien;[6] zijn onafhankelijkheid van de canonieke evangeliën is omstreden[11]:25:01)
- Tacitus[11]:25:01

## Voorbeelden

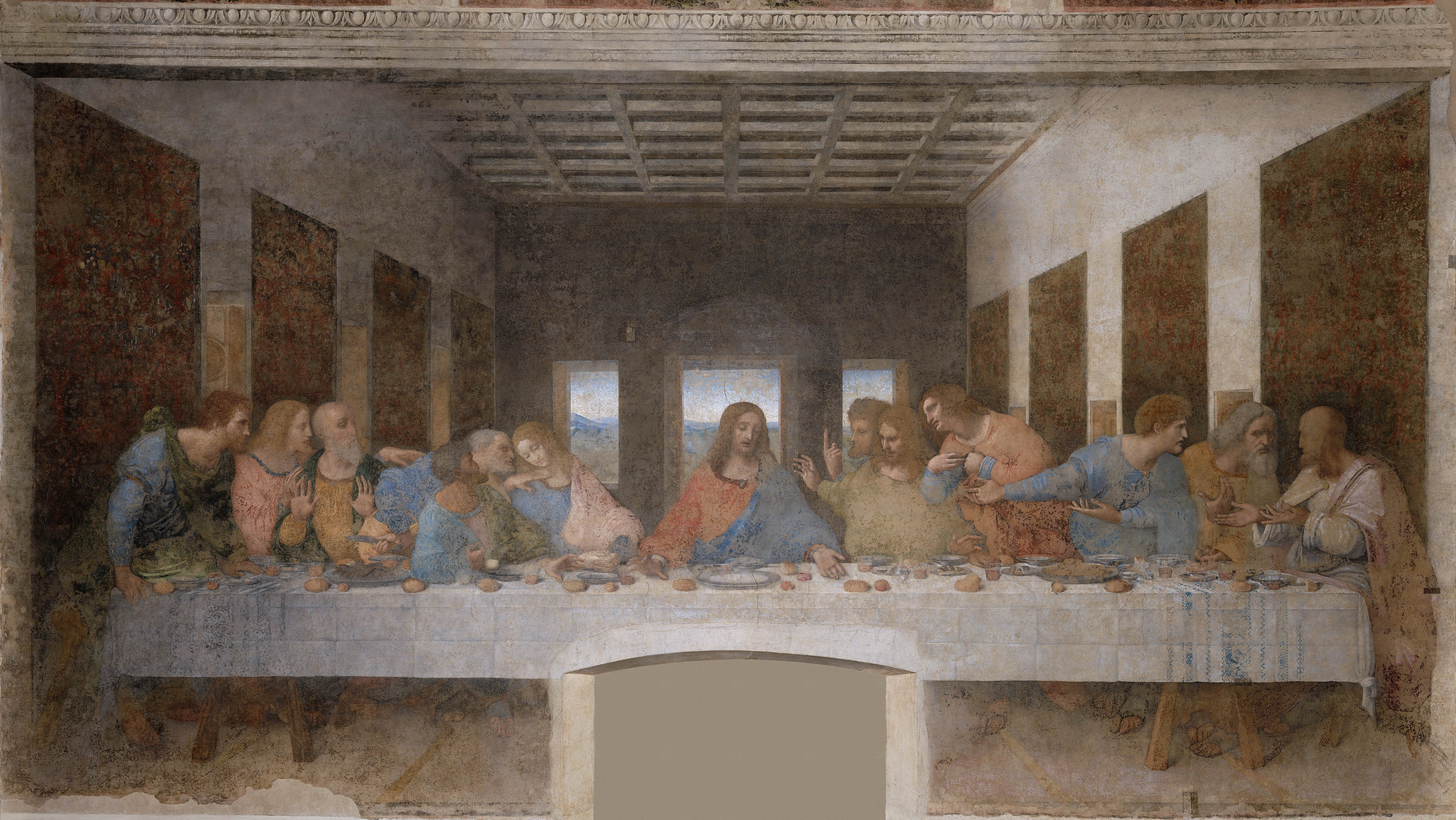
Wat Jezus naar verluidt zei over brood en wijn tijdens Het Laatste Avondmaal voldoet aan het criterium van de meervoudige onafhankelijke getuigenis.

Het patroon "Koninkrijk van God" komt voor in "Marcus, Q, het Matteüs-Sondergut, het Lucas-Sondergut en Johannes, met echo's in Paulus, hoewel Paulus er niet de voorkeur aan geeft om in termen van 'Koninkrijk van God' te spreken.":175 Deze overlevering verschijnt ook in een aantal verschillende literaire genres.:175
De woorden die aan Jezus worden toegeschreven met betrekking tot het brood en de wijn tijdens Het Laatste Avondmaal (aangetroffen in Marcus 14:22–25 en 1 Korintiërs 11:23–26 (Paulus), vergelijk met Johannes 6:51–58) en zijn verbod op echtscheiding (aangetroffen in Marcus 10:11–12, Lucas 16:18 (herleid tot Q) en 1 Korintiërs 7:10–11 (Paulus)) zijn voorbeelden van uitspraken waarvan meervoudig onafhankelijk wordt getuigd.:175:183 Het onzevader, dat in zowel Matteüs als Lucas kan worden gevonden, is echter te herleiden naar hun gemeenschappelijke bron Q en voldoet daarom niet aan het criterium.:22:33
Waarschijnlijk is de gebeurtenis waarvan het vaakst meervoudig en onafhankelijk getuigd is de kruisiging van Jezus tijdens het gouverneurschap van Pontius Pilatus (en het keizerschap van Tiberius), namelijk door Paulus (de enige die geen gewag van Pilatus maakt), alle vier canonieke evangeliën, het Evangelie volgens Petrus (hoewel zijn onafhankelijkheid ten opzichte van de canonieke evangeliën omstreden is), Josephus en zelfs Tacitus.:25:01
Een ander voorbeeld van een gebeurtenis waarvan meerdere onafhankelijke getuigenisse bestaan is de ontmoeting tussen Jezus en Johannes de Doper (aangetroffen in Marcus, Q en het Johannes-evangelie). Het Johannes-evangelie vermeldt echter niet expliciet het doopsel van Jezus (de Doper zou alleen maar hebben getuigd: 'Ik heb de Geest als een duif uit de hemel zien neerdalen, en Hij bleef op [Jezus] rusten.' Johannes 1:32) waarvan Marcus gewag maakt, hoewel Theissen (2002) beweerde dat het Evangelie van de Hebreeën 2 het doopsel wel bevestigde.:239–240 Het verhaal van Jezus en de jonge rijke man kan in alle drie de synoptische evangeliën worden gevonden (Marcus 10:17–31, Matteüs 19:16–30 en Lucas 18:18–30), maar het is klaarblijkelijk afhankelijk van Marucs en wordt buiten de synoptici om nooit genoemd, dus kan deze overlevering niet aan het criterium voldoen.:21:12

## Beperkingen
Dit criterium kan niet worden gehanteerd voor bonnen die niet onafhankelijk zijn. Een uitspraak die bijvoorbeeld in alle drie synoptische evangeliën voorkomt, vertegenwoordigt wellicht slechts één bron. Volgens de tweebronnenhypothese gebruikten zowel de auteurs van het Evangelie volgens Matteüs als die van het Evangelie van Lucas het Evangelie van Marcus in hun geschriften; derhalve zijn overleveringen uit deze drievuldige overlevering slechts een uiting van een enkele bron, namelijk Marcus. Hetzelfde probleem bestaat bij de vierbronnenhypothese, tenzij er kan worden aangetoond dat de bron Q onafhankelijk van Marcus getuigt van dezelfde traditie. Een andere beperking van het criterium bestaat uit het feit dat sommige woorden of daden die aan Jezus zijn toegeschreven kunnen zijn ontstaan in de eerste christelijke gemeenten na zijn dood, zodat de overlevering vroeg genoeg is verspreid om te worden aangetroffen in meerdere onafhankelijke bronnen zonder daadwerkelijk terug te gaan op de historische Jezus. Tot slot zijn er ook woorden en daden van Jezus die slechts in één vorm of bron verschijnen die wetenschappers desondanks historisch waarschijnlijk vinden.
Meervoudige onafhankelijke getuigenis heeft een zekere objectiviteit. Omdat de bronnen onafhankelijk zijn, is het moeilijker om te beweren dat een overlevering door vroege christenen is verzonnen zodra aan het criterium kan worden voldaan. Meervoudige onafhankelijke getuigenis is niet altijd nodig voor historiciteit, noch is het op zichzelf genoeg om de nauwkeurigheid van een overlevering te bepalen. Hoe handig het criterium ook moge zijn, is het meestal slechts één van een aantal criteria die wetenschappers hebben ontwikkeld om te beoordelen of een traditie waarschijnlijk historisch is of niet. Stanley E. Porter (2004) noemde als de meest erkende criteria dissimilariteit, coherentie, meervoudige onafhankelijke getuigenis, minste afwijking en Aramese taalkundige achtergrond. Porter (2000) suggereerde drie nieuwe criteria in de zoektocht naar de woorden van de historische Jezus die nog niet breed aanvaard waren: een criterium van Griekse taal, Griekse tekstuele variatie en van "discursive kenmerken" die afwijken van de gebruikelijke stijl van de tekst. Wat betreft het criterium van de meervoudige onafhankelijke getuigenis wees Porter erop (wat eerdere onderzoekers ook al hadden gedaan) dat meerdere getuigenissen eerder wijzen op gemeenschappelijke patronen dan op absolute bewoordingen; en dat ze slechts voor de onafhankelijkheid van de documenten spreken en niet per se voor hun betrouwbaarheid.